# Поршневые кольца
Поршневы́е ко́льца — это незамкнутые кольца, которые с небольшим зазором по высоте посажены в канавках на внешних поверхностях поршней в поршневых двигателях (таких как двигатели внутреннего сгорания или паровые двигатели) и поршневых компрессорах.

## Функции поршневых колец
Поршневые кольца выполняют три главные функции:
1. уплотнение (герметизацию) камеры сгорания (или камеры расширения). Компрессионные кольца поддерживают компрессию - с изношенными, поломанными или залёгшими кольцами двигатель потеряет мощность или вообще не запустится;
2. увеличение теплоотдачи от поршня через стенку цилиндра, не допуская перегрева и задира поршня;
3. регулирование толщины плёнки моторного масла  на цилиндре (во всех четырёхтактных двигателях и в двухтактных двигателях с раздельной смазкой)[3].

## Устройство поршневых колец

### Материал
Поршневые кольца изготавливают из высококачественного серого или ковкого чугуна, либо легированной стали. Теплостойкость и предел прочности стальных выше, зато чугунные дешевле и легко прирабатываются даже без покрытия. Стальные в любом случае покрывают антифрикционным приработочным, а часто и твёрдым покрытием.
Распространённый вариант - верхние стальные, с покрытием пористым хромом и оловом, вторые - с покрытием молибденом либо чугунные без покрытия, и маслосъёмные литые из чугуна или наборные стальные. В этом случае сначала прирабатывается более мягкий материал второго кольца (молибден), а дальше по мере приработки функции основного уплотнения переходят к более долговечному кольцу с хромовым покрытием. Ранние двигатели с ресурсом до промежуточного ремонта менее 100.000 км имели, как правило, чугунные кольца без покрытия. Ввиду низкой точности старых поколений колец, это было вынужденное решение. Кроме того, число колец (4-6) и даже их высота была в ранних конструкциях больше. Крупноразмерные двигатели имеют большее число колец в том числе и для улучшения теплоотвода от поршня.
Обычно верхнее кольцо и кольцо, регулирующее подачу смазки, покрываются хромом или оловом или нитридами, в частности, с помощью плазменного напыления или имеют керамическое покрытие, созданное с помощью PVD-процесса. Для улучшения параметров трения и ещё большего улучшения износостойкости, многие современные дизельные двигатели имеют верхнее поршневое кольцо, покрытое модифицированным пористым хромом с помощью процесса, известного как CKS или GDC, который имеет включения из частиц алмазов или оксида алюминия. В некоторых типах двигателей, с никасиловой или алюсиловой поверхностью цилиндра, применяют поршневые кольца без твёрдого покрытия. Нарушение этого условия ведёт к быстрому (обычно невосстановимому) разрушению блока.

### Количество колец
Количество колец определяется двумя конструктивными факторами двигателя: средней скоростью поршня и средним давлением цикла. 
Чем выше средняя скорость поршня, тем, с одной стороны, больше потери на трение колец о стенки цилиндров, а с другой - меньше время действия давления газов и следовательно, меньше их прорыв через кольца. По этой причине для двигателей с высокой средней скоростью поршня (высокооборотистые и длинноходовые двигатели) применяют минимальное число поршневых колец. Для бензиновых двигателей - обычно 2 компрессионных и одно маслосъемное. На особо высокооборотистых двигателях может быть вообще одно кольцо. Для дизельных двигателей обычно применяют 2 или 3  компрессионных кольца и одно маслосъемное. Например, двигатель достаточно высокооборотистый двигатель Toyota KD имеет 2 компрессионных кольца, а среднеоборотистый ЯМЗ-238 - три.
Чем выше среднее давление цикла, тем больше прорыв газов через поршневые кольца, а доля потерь на трение в общей мощности двигателя не велика. Поэтому на двигателях с высоким средним давлением цикла (а это практически все средне- и низкооборотистые тепловозные, судовые и стационарные дизели) применяется большое число колец. Например, на среднеоборотистом дизеле 5Д49 каждый поршень имеет по 5 колец, из которых три компрессионных и два маслосъемных. Причем кольца расположены как над поршневым пальцем, так и под ним. Еще больше колец имеет поршень тихоходного двухтактного тепловозного дизеля 10Д100 (номинальная частота 750 об/мин). Здесь уже 7 колец из которых три - под поршневым пальцем. Крупные особо тихоходные судовые дизели имеют до 14 колец на каждый поршень.

### Эпюра давления
Каждое кольцо получено путём точного разрезания чугунной или стальной трубы, причём заготовка овальная по сечению. Этим обеспечивается необходимая эпюра давления кольца на поверхность цилиндра, гарантирующая плотное прилегание и надёжную приработку кольца. В случае круглой заготовки после её разрезания, кольца бы не прилегали у замка. Фактически для нового кольца максимальное контактное давление достигается именно у замков, на некотором расстоянии от них минимально, и на остальной части имеет среднее значение. Кольца в канавках разворачивают таким образом, чтобы угол между замками был равным (для 3-х колец 120°, двух — через 180°). При этом эпюры давлений колец не будут совпадать, и износ по диаметру выравнивается. Кроме того, так получается лабиринт, уменьшающий прорыв газов.
Материал колец должен сохранять необходимую упругость, так как компрессионные кольца расширителей не имеют. Когда прилегание обеспечено, основной прижим кольцу обеспечивает газовое давление. Чтобы несколько уменьшить трение в таких условиях, кольца ранних моделей имели фаски по наружной поверхности сверху. В последние годы снижения трения достигают уменьшением высоты колец, но кольца всё равно имеют ориентацию для установки к днищу поршня (надпись "TOP"). Неправильная ориентация может увеличить расход масла на угар, а значит (в условиях контроля токсичности) сделает невозможным эксплуатацию двигателя.

### Замок
Стык или замок между торцами поршневого кольца после монтажа в цилиндр сокращается до небольшой величины. Зазор в замке составляет для отечественных[уточнить] ДВС по инструкции примерно 0,45-0,6 мм на диаметр поршня 100 мм для верхних поршневых колец, у маслосъёмных - несколько выше. Монтажный зазор кольца у импортных двигателей меньше примерно в 2 раза, так как точностью изготовления обеспечено прилегание, а значит, защита от перегрева с возможным смыканием замка. Фактически, высокие зазоры, указанные в русских инструкциях моторов ВАЗ, ГАЗ, ИЖ, ЯМЗ и др. - не исправленный анахронизм, так как качество колец с момента разработки этих моторов намного улучшилось. В некоторых моторах ранее применялись косые замки колец, что не получило дальнейшего развития.

### Компрессионные кольца
Основной функцией компрессионных (верхних) колец является герметизация камеры сгорания. Более трёх компрессионных колец на автомобильный поршень обычно не устанавливают, так как степень уплотнения поршня увеличивается незначительно, а потери на трение возрастают.
На двухтактных бензиновых двигателях с кривошипно-камерной продувкой устанавливают только компрессионные кольца. Кольцо в замке соответствует форме и расположению стопорного штифта (предохраняет от поломки кольца при провале замка в окно, устанавливается только на двигателях с окнами в цилиндре).
Обычно поперечное сечение компрессионного поршневого кольца имеет прямоугольную форму. Край кольца имеет либо цилиндрические профиль (верхнее уплотнительное кольцо), либо фаску, либо сужающуюся по натуральному логарифму форму (второе уплотнительное кольцо). При работе кольца несколько скручиваются благодаря зазору в канавке, что облегчает их приработку. Ранее активно применялись так называемые "минутные" кольца, но в последние годы преобладает бочкообразный профиль колец, обеспечивающий меньший расход масла.

### Маслосъёмные кольца
В бензиновых двухтактных двигателях с кривошипно-камерной продувкой маслосъёмные кольца не нужны. Специальное масло сгорает в таких моторах вместе с топливом.
Маслосъёмные кольца предназначены для снятия лишнего моторного масла, которое смазывает поверхность цилиндра, поршня и уплотнительные кольца. Кольцо сконструировано таким образом, чтобы оно оставляло масляную плёнку толщиной лишь несколько микрометров на поверхности цилиндра, по мере того как поршень опускается. В канавке маслосъёмного кольца на поршне имеются радиальные отверстия или прорези, по которым снимаемое со стенки цилиндра масло возвращается в поддон.
Маслосъёмные кольца могут быть чугунные литые с прорезью (показано на нижней фотографии слева) или стальные составные с пружинами-расширителями. Составное кольцо состоит из тонких верхнего и нижнего кольца и двух расширителей (радиального и осевого). Бывает два исполнения таких расширителей: так называемая "лапша" и современные, с использованием фигурного расширителя. Составные стальные кольца несколько дешевле в производстве, поэтому встречаются чаще литых чугунных. Иногда на поршень устанавливается два маслосъёмных колец (литых или составных). В последнее время чугунные кольца также обычно снабжают пружинным расширителем для стабилизации прижима.

## Поломка или износ колец вследствие нагрузок в цилиндре
Поршневые кольца подвергаются износу, когда они двигаются вверх и вниз вместе с поршнем в цилиндре. Износ происходит как вследствие взаимодействия с механическими деталями (стенками цилиндра и поршневыми канальцами), так и вследствие воздействия на них горячих отработанных газов. Имеет место также химический износ, так как в топливе (особенно в дизельном) содержится сера. Для минимизации степени износа их изготовляют из износостойких материалов, таких как чугун, и они имеют специальное покрытие, повышающее износостойкость. Имеются также данные, что износ колец пропорционален запылённости поступающего в цилиндр воздуха. 
Кроме износа можно встретить поломку кольца на несколько частей, а также залегание (закоксовывание) из-за того, что в канавке скопились несгоревшие частицы сажи, масла и др. Основными причинами закоксовывания являются низкое качество применяемого масла, несвоевременная его замена с последующим осмолением, длительный повышенный расход масла из-за пропуска манжет клапанов, неправильного монтажа сборного маслосъёмного кольца, и других причин. В некоторых случаях (использование растительного масла вместо солярки, "партизанское" подсыпание сахара в бензин) виной залегания является топливо.
Потеря упругости колец обычно происходит ввиду нарушений режима обкатки и/или низкого качества поддельных поршневых колец. При плохом прилегании и больших прорывах горячих газов кольцо необратимо теряет упругость (садится), с дальнейшим последующим ростом прорыва газов и расхода масла.
В случае значительного износа поршневой канавки растёт риск поломки верхнего поршневого кольца. В цилиндре в результате объёмного сгорания (дизель) или детонации (искоровой) регулярно проходят ударные волны, которые вызывают вибрацию и соударение кольца с канавкой. Поэтому чем выше зазор, тем такие динамические нагрузки выше. Кроме того, по мере разнашивания канавок и увеличения зазора в стыке колец растёт расход масла. Таким образом, расход масла является ремонтным критерием для замены колец с поршнями и (во многих случаях) расточки блока.

## Подгонка и монтаж новых поршневых колец
После длительной работы в цилиндре двигателя образуется овальный износ и ступенька в верхней части цилиндра, куда доходит верхнее кольцо. Изнашиваются как кольца, так и поршни, постепенно увеличивается прорыв газов и растёт расход масла. Наступает время промежуточного или капитального ремонта.
При капитальном ремонте изношенный цилиндр, как правило, подвергают растачиванию и/или хонингованию, устанавливаются новые ремонтные поршни несколько большего диаметра (на автомобильных двигателях следующий ремонтный размер, как правило, на 0,5 мм больше) и кольца ремонтного размера. В случае допустимого ещё состояния цилиндров замене подлежат кольца, иногда и поршни. Согласно современным инструкциям, установка колец следующего ремонта с подточкой не разрешена, однако в целях снижения затрат на ремонт применяется.
Замечание: при установке колец следующего ремонта нужно производить тщательную проверку прилегания по зеркалу. Обычно при этом приходится после подточки и выставления минимального зазора в стыке незначительно подрабатывать поршневое кольцо в районе замка по наружному диаметру(!), лучше наждачным бруском. Если это не проконтролировать, то некоторое время будет повышенный расход масла, и риск перегрева на обкатке увеличится.
Поршень должен иметь зазор в цилиндре согласно инструкции. Обычно смазанный моторным маслом поршень должен под своим весом легко опускаться в цилиндре (при комнатной температуре). Если поршень будет иметь более плотную посадку, то тепловое расширение вследствие нагревания приведёт к задиру и снижению ресурса мотора. С другой стороны, если зазор между поршнем и стенками цилиндра слишком велик, при работе будет прослушиваться стук поршня, и из-за повышенных зазоров в замках колец ресурс до ремонта уменьшится. Сами поршневые кольца, благодаря наличию зазора, могут в небольших пределах изменять свой диаметр, что позволяет избежать заклинивания. Этого небольшого изменения диаметра достаточно, чтобы компенсировать температурное расширение и сжатие. Если кольца без поршня вставить в новый или отремонтированный цилиндр, то зазор должен составить около 0,2—0,4 мм (более конкретные данные — см. инструкцию по эксплуатации). Если зазор меньше — кольца подтачивают надфилем, если больше — устанавливают из большего ремонтного набора.
Над канавками кольца проводят, подкладывая под них тонкие металлические пластинки (несколько штук по длине окружности), либо используют съёмник колец. При установке поршня с кольцами в цилиндр, последние сжимают с помощью оправки или самодельного жестяного хомута.